# ヤナ川
ヤナ川（ヤナがわ、Yana、ロシア語: Яна、サハ語: Дьааҥы）は、ロシアのシベリア北東部のサハ共和国を流れる川である。レナ川の東側、インディギルカ川の西側を北極海へ向けて北へ流れる。
5月から6月にかけて氷が解け、10月には凍結する。沿岸のベルホヤンスクでは年に70日から110日の間は川が底まで凍結し全く流れなくなる。年に220日は表面を氷が流れる。

## 地理
ベルホヤンスク山脈に発するサルタン川（Sartang）とドゥルガラク川（Dulgalakh）の二つの川が合わさりヤナ川となる。ヤナ川は多くの支流を集めた後に、ベルホヤンスク山脈とチェルスキー山脈の間の平野を流れ、面積がおよそ10,200平方kmの巨大な三角州を形成しラプテフ海のヤナ湾へ流入する。
流域には、上流部のベルホヤンスク山脈の氷河が削った氷河湖から北極海沿岸の湿地に無数に広がる湖まで、およそ4万の湖沼がある。沿岸のほとんどは永久凍土であり、上流はカラマツの林で北緯70度以北はツンドラとなる。ただし広大なデルタ地帯では微生物の存在のために若干の木が生育することができる。主要な支流は、アディチャ川（Adycha）、オルジョ川（Oldzho）、アビラビト川（Abyrabyt）、ビタンタイ川（Bytantay）などで、ほとんどはベルホヤンスク山脈を水源とする短い川である。
流域はロシアのいわゆる「寒極」で、北半球の最低気温が観測された地である。流域の中央部では冬の平均気温はマイナス51度になり、ベルホヤンスクでは1885年1月15日にマイナス67.8度に達したこともある。ヤクート人の間では、「極寒期には叫んだ声すらも途中で凍って相手に届かず、春になると冬の間に凍った声が解けて、数ヶ月前からの話し声が一斉に聞こえる」というような民話・笑話がある。
河口の三角州では3万年前（最終氷期の最も凍りついた時期より1万2千年前）の居住の跡が発見されており、北極に住んだ人間の最古の遺跡となっている。沿岸にはヤクート人、河口部の北極海沿岸平野にはユカギール人が住んだが、17世紀以降ロシアの支配を受けるようになった。19世紀以降、多くの探検家により詳細の分からなかった北極海沿岸の様子がわかるようになっている。